# Solanum paposanum
Solanum paposanum är en potatisväxtart som beskrevs av Rodolfo Amando Philippi. Solanum paposanum ingår i släktet skattor som ingår i familjen potatisväxter. Inga underarter finns listade i Catalogue of Life.